# Стефан (Ліницький)
Стефан (Линицкий) — єпископ УАПЦ, єпископ Апостольської православної церкви та Російської Істинно-Православної Церкви.

### Життя
Віталій Дмитрович народився 19 липня 1934 в місті Суми, в сім'ї військовослужбовця Д. В. Сопова, який згодом залишив сім'ю, внаслідок чого вже в юнацтві Віталій Сопов прийняв прізвище матері — О. А. Ліницької. З 1942 по 1955 рр. перебував в таборі спецпереселенців під Алма-Атою. Після закінчення Алма-Атинського театрально-художнього училища був направлений на навчання у Московський художній інститут імені В. І. Сурикова, який закінчив в 1961 р (факультет книжкової графіки). Після закінчення інституту два роки викладав в Калінінському університеті на факультетах підготовки вчителів початкової та середньої школи, в 1963—1965 роках — в Московському вищому художньо-промисловому училищі (нині Московська державна художньо-промислова академія імені С. Г. Строганова). Викладацьку діяльність плідно поєднував з художньою творчістю і несенням вівтарного послуху в православних храмах. У подальші роки, аж до виходу на пенсію, Віталій Дмитрович працював в Науково-технічному центрі «ВНИИХИМПРОЕКТ» і на підприємстві «Росглавигрушка».
Будучи ще студентом Суріковки і обравши темою свого дипломного проекту ілюстрації до «Братів Карамазових» Ф. М. Достоєвського, Віталій Ліницький в процесі роботи над ними поступово почав перейматися релігійною свідомістю, «звернувся до теми Бога, а потім — і до Самого Бога». В результаті поїхав в Загорськ, в Троїце-Сергієву лавру, де, у 24-річному віці прийняв хрещення і, паралельно з навчанням в інституті, став послушником. Спочатку — там, потім — в Троїцькому подвір'ї в Передєлкіно. Хотів зовсім залишитися в монастирі, але духівник благословив його на служіння в миру — в якості релігійного художника.
Дебютував в 1958 р на 4-ій виставці молодих художників міста Москви, в 1961 році відбулася його перша персональна виставка. У 1970-х роках його полотна можна було бачити в маленьких зальчиках на Малій Грузинці, де було «прописано» більшість художників-нонконформістів. Служив келейником і вівтарником у декількох московських храмах, наприклад, в Хрестовоздвиженському на Альтуфєвському шосе.
Приєднавшись до Істинно-Православної Катакомбної Церкви 11 грудня 1981 року Віталій Дмитрович був пострижений в чернецтво з нареченням імені Стефан, а 9 січня 1982 р схимитрополита Геннадієм (Сікачем) висвячений у сан ієродиякона. Священицьку хіротонію Стефана (Ліницького) вчинив 9 травня 1983 року єпископ Ташкентський Варфоломій. У 1991 році ієромонах Стефан (Ліницький) був прийнятий в сущому сані в клір Одеської єпархії Руської Православної Церкви Закордоном, де служив в московському приході домового храму св. Новомучеників і сповідників Російських в Старосадському провулку, деякий час був настоятелем в Марфо-Маріїнської обителі в Москві і духівником Козачого Єнісейського Війська.
У 1996 році переходить в юрисдикцію Української Автокефальної Православної Церкви, Де був поставлений архімандритом, а 17 грудня 1996 року в Тернополі владиками Мефодієм (Кудряковим) та Іваном (Модзалевським) висвячений єпископом з присвоєнням титулу єпископа Санкт-Петербурзького і Старорусского. 26 червня 1997 року став одним із засновників Російської Істинно-Православної Церкви, в якій отримав титул єпископа Дмитровського і незабаром був зведений в сан архієпископа.
У січні 2000 року став одним із співзасновників Апостольської православної церкви, а 16 березня 2000 був обраний її предстоятелем з титулом митрополита Московського.
14 липня 2003 року брав участь в «Об'єднавчому Архієрейському Соборі Істинно-Православної Церкви в Росії», а АПЦ стала автономною частиною нової, об'єднаної Істинно-Православної Церкви (Р). Після того, як в 2004 році було прийнято рішення про окормлення громад за географічною ознакою, йому був дарований титул митрополита Крутицького і Можайського. У 2011 році взяв участь в Соборі Козачої Помісної Церкви, а 26 серпня 2014 року оголосив про вихід зі складу ІПЦ (Р) і обмеження своєї діяльності духовною опікою Томітанської митрополії Козачої Помісної Церкви . Однак уже 19 вересня 2014 року був присутній на Архієрейському Соборі ІПЦ (Р), Де було вирішено інформацію з приводу душпастирської опіки та створення Козачої Помісної Церкви вважати яко не колишнім, і дозволити митрополиту Стефану (Ліницькому) бути присутнім на козацькому Соборі і викласти позицію ЦРО ІПЦ (яка бачить тільки можливість створення для козаків окремої єпархії, але не помісної церкви). Проживає в місті Яхрома Московської області.